# Brometo de vecurônio

Brometo de vecurônio

O brometo de vecurônio, vendido sob a marca Norcuron entre outros, é um medicamento do tipo bloqueador neuromuscular utilizado como parte da anestesia geral para fornecer relaxamento muscular durante a cirurgia ou ventilação mecânica. Também é utilizado para ajudar na intubação endotraqueal; no entanto, o suxametônio (succinilcolina) geralmente é preferido se isso precisa ser feito rapidamente. É aplicado por injecção intravenosa. Os efeitos são maiores em cerca de 4 minutos e duram até uma hora.
Em conjunto com o midazolam e o cloreto de potássio, o brometo de vecurônio corresponde a um dos compostos utilizados pelos Estados Unidos nas execuções de pena de morte por injeção letal. 

## Histórico
O vecurônio foi aprovado para uso médico nos Estados Unidos em 1984. Está na  Lista de Medicamentos Essenciais da Organização Mundial de Saúde, os medicamentos mais eficazes, seguros e necessários em um sistema de saúde. Vecurônio está disponível como um medicamento genérico. Nos Estados Unidos custa menos de 25 dólares por dose. Os efeitos podem ser revertidos com uma combinação de neostigmina e atropina.

## Efeitos colaterais
Efeitos colaterais podem incluir pressão arterial baixa e paralisia prolongada. Reações alérgicas são raras. Não está definido se o uso na gravidez é seguro para o bebê. O vecurônio é da família dos medicamentos aminoesteróides bloqueadores neuromusculares do tipo não-despolarizado que funciona bloqueando a ação da acetilcolina nos músculos esqueléticos.